# XHTML Mobile Profile
XHTML Mobile Profile zkráceně XHTML MP je následovník WML 1.0. XHTML MP je také nazýváno jako WAP 2.0.
XHTML MP je založeno na XHTML a upraveno (zejména zjednodušeno) pro mobilní telefony včetně podpory CSS.
Jedná se o typ dokumentu XHTML definovaný organizací Open Mobile Alliance. XHTML-MP je odvozen z XHTML Basic 1.0 přidáním modulů XHTML, přičemž novější verze standardu přidávají další moduly. Pro určité moduly však XHTML-MP nenařizuje úplnou implementaci, takže prohlížeč XHTML-MP nemusí plně vyhovovat všem modulům.
XHTML MP zařízení musí podporovat:
- minimálně 256 barev
- obrázky ve formátu GIF, JPEG, PNG
- rozlišení minimálně 120×120 pixelů nebo větší
- podpora min. 10 kB velikosti stránky (XHTML MP, CSS a obrázky)
- základní podpora tabulek
- přenosová rychlost min 9,6 kbit/s

Někdy jsou dále podporovány formáty WBMP, AMR, MIDI, MPEG-3, MPEG-4, 3GPP, …

## DOCTYPE
Doctype pro XHTML MP vypadá následovně:
<!DOCTYPE html PUBLIC "-//WAPFORUM//DTD XHTML Mobile 1.1//EN"
"http://www.wapforum.org/DTD/xhtml-mobile11.dtd">